# Gare de Roubaix - Wattrelos
Ne doit pas être confondu avec Gare de Roubaix ou Gare de Wattrelos.
La gare de Roubaix - Wattrelos, également connue sous le nom de gare du Pile, du nom du quartier du même nom, est une gare ferroviaire française fermée des lignes de Roubaix - Wattrelos à Wattrelos et Somain à Halluin, située sur le territoire de la commune de Roubaix dans le département du Nord, en région Hauts-de-France. 

## Situation ferroviaire
Établie à 22 mètres d'altitude, la gare de Roubaix - Wattrelos est située au point kilométrique (PK) 271,519 de la ligne de Somain à Halluin. Elle est également située au PK 16,926 de la ligne de Roubaix - Wattrelos à Wattrelos.

## Histoire
La gare de Roubaix - Wattrelos est édifiée en 1878 et permet d'acheminer directement du charbon des zones de production à la ville de Roubaix, ce qui optimise ce qui se faisait précédemment depuis la Belgique ou Lille, le canal de Roubaix étant l'autre moyen d'acheminer du charbon dans la commune. Via la gare de Wattrelos, cette gare permet de rejoindre la gare de Herseaux en Belgique à partir de 1897. Son trafic voyageurs s'arrête en 1939.
Jusqu'en 1953, un tramway permet de se rendre au centre de Roubaix depuis la gare de Roubaix - Wattrelos via le boulevard de Beaurepaire. De 1936 à 1953, ce tracé constitue la ligne H du tramway roubaisien. Après 1953, des bus prennent la suite du tramway.